# Fuensanta Coves
Pour les articles homonymes, voir Botella.
Fuensanta Coves Botella, née le 9 mai 1961 à Elx, est une femme politique espagnole, membre du PSOE. Elle est présidente du Parlement d'Andalousie de 2008 à 2012.

## Biographie
Fuensanta Coves obtient son doctorat en pharmacie à l'université d'Almería. Elle demeure alors dans cette ville, où elle passe dix ans à enseigner au département de didactique des sciences expérimentales de l'université. Ses travaux de recherche sont centrés sur la santé, la consommation et l'environnement . Elle dirige pendant trois ans, dans ce même établissement, le secrétariat des plans et des projets de recherche du vice-rectorat de la recherche.

## Engagement politique
C'est dans la province d'Almería que Fuensanta Coves fait ses premières armes en politique, en intégrant le PSOE. En 2000, Manuel Chaves, alors président de la Junte d'Andalousie, l'appelle au conseil de gouvernement, comme conseillère à l'Environnement. Elle mène alors une politique active en faveur de la protection de la nature, en créant trois nouveaux espaces protégés et en obtenant du gouvernement de Madrid le transfert de la gestion des deux parcs nationaux andalous de la Sierra Nevada et de  Doñana .
En 2004, elle se présente aux élections législatives andalouses, et figure en deuxième position sur la liste du PSOE pour la province d'Almería. Elle est élue et entre ainsi au Parlement d'Andalousie, à Séville. Manuel Chaves la renouvelle alors dans ses fonctions de conseillère à l'Environnement.
Lors des élections au Parlement andalou de 2008, Fuensanta Coves est réélue députée de la province d'Almería. Elle est alors proposée par le groupe parlementaire socialiste pour diriger l'assemblée régionale. Le 3 avril 2008, elle est élue présidente du Parlement à l'unanimité, et succède à María del Mar Moreno, appelée à d'autres fonctions. Elle devient le septième président de la chambre andalouse, et la deuxième femme à occuper ce poste. À l'issue des élections andalouses de 2012, elle quitte ses fonctions et est remplacée par Manuel Gracia Navarro.
En 2012, elle est élue par le Parlement régional pour représenter l'Andalousie au Sénat espagnol, la chambre haute des Cortes Generales.